# Élection présidentielle colombienne de 1974
L'élection présidentielle colombienne de 1974 est l'élection présidentielle dont le premier tour se déroula le dimanche 21 avril 1974 en Colombie. Ces élections furent remportées par Alfonso López Michelsen.

## Résultats
| Candidats                | Parti politique              | Votes     |
| ------------------------ | ---------------------------- | --------- |
| Alfonso López Michelsen  | Parti libéral                | 2 929 719 |
| Álvaro Gómez Hurtado     | Parti conservateur           | 1 634 879 |
| María Eugenia Rojas      | Alianza Nacional Popular     | 492 166   |
| Hernando Echeverry Mejia | Union nationale d'opposition | 137 054   |
| Hermes Duarte Arias      | Parti démocrate-chrétien     | 5 718     |
| Votes blancs             | Votes blancs                 | 6 722     |
| Total de votes valides   | Total de votes valides       | 5 199 542 |
| Votes nuls               | Votes nuls                   | 5 869     |
| Total de votants         | Total de votants             | 5 212 133 |